# Errinundra-Nationalpark
Der Errinundra-Nationalpark ist ein Nationalpark im östlichen Gippsland im australischen Bundesstaat Victoria, 352 km östlich von Melbourne. Der Park liegt auf dem Errinundra-Plateau, einem Ausläufer des Monaro-Tafellandes in New South Wales. Der Errinundra-Nationalpark beherbergt den größten noch existierenden kalt-gemäßigten Regenwald in Victoria und damit die bedeutendsten Primärwälder Südost-Australiens. Es gibt dort viele seltene und bedrohte Tier- und Pflanzenarten, z. B. die australische Eule, den Riesenbeutelmarder und das Langbeinige Kaninchenkänguru.
Kalt- und warm-gemäßigter Regenwald, Feuchtwald, subalpiner Bergwald und lichter Wald ist die dominante Vegetation, es gibt jedoch auch subalpine Feuchtgebiete.
Der größte Teil des Parks ist nur in den trockeneren Monaten erreichbar. Im Winter machen Regen und Schnee die unbefestigten Straßen üblicherweise unpassierbar.
Die Wälder rund um den Park werden intensiv abgeholzt, es gab auch einige Vorfälle von versehentlichem Holzeinschlag im Nationalpark auf Grund von Fehlern der Verwaltung. Vor der Einrichtung des Nationalparks war auch dessen Gebiet von massivem Kahlschlag betroffen.